# 王會龍
王會龍（1192年—？），字君遇，台州臨海人。宋朝狀元，政治人物。
宋光宗紹熙二年（1192年）生，宋理宗寶慶二年（1226年）考中丙戌科状元。歷任秘書省正字、校書郎、著作郎等，官至太府卿。